# Tony Ramos
Antônio de Carvalho Barbosa  (Arapongas, 25 de agosto de 1948), mais conhecido como Tony Ramos, é um ator brasileiro. Ao longo da carreira na televisão, teatro e cinema, ganhou dois Prêmios Grande Otelo, quatro Prêmios APCA, oito Troféus Imprensa, o maior vencedor do troféu e um Prêmio Shell e um Kikito, entre outros.
Iniciou a carreira artística na década de 60, e após passagens pela TV Tupi e Rede Excelsior, foi contratado pela Rede Globo, tornando-se um dos principais atores do país e alcançado o status de "galã" após atuar em sucessos como O Astro (1976/77) e Pai Herói (1979). Em seguida, emendou diversos papéis de sucesso como protagonista na emissora: os gêmeos João Victor e Quinzinho em Baila Comigo (1981), o surdo-mudo Abel em Sol de Verão (1982), o herói Riobaldo da minissérie Grande Sertão: Veredas (1985), o injustiçado Cristiano Vilhena no remake de Selva de Pedra (1986), o playboy Edu Figueroa em Rainha da Sucata (1990), o mercador Juca Mestieri em A Próxima Vítima (1995), o vingativo Clementino em Torre de Babel (1998), o literário Miguel Soriano em Laços de Família (2000) e o saxofonista Téo Ribeiro Alves em Mulheres Apaixonadas (2003).
Conhecido por sua versatilidade, Tony já interpretou uma gama de personagens variados, como grego (Belíssima), indiano (Caminho das Índias), italiano (Passione) e português (Tempo de Amar), além do ex-presidente Getúlio Vargas no longa-metragem Getúlio (2015). Tony teve a oportunidade de exercitar sua veia cômica nas telenovelas Bebê a Bordo (1988), As Filhas da Mãe (2001) e Guerra dos Sexos (2012), além do sucesso do cinema nacional, Se Eu Fosse Você (2006) e sua sequência, Se Eu Fosse Você 2 (2009).
Além disso, já trabalhou com a maioria dos renomados autores e diretores da televisão brasileiros, tendo se destacado nas produções dos escritores Janete Clair, Silvio de Abreu e Manoel Carlos e dos diretores Ricardo Waddington, Jorge Fernando, Denise Saraceni e Daniel Filho.
Em 2011, foi indicado ao Seoul International Drama Awards de Melhor Ator pelo seu trabalho na telenovela Passione e ganhou o prêmio Brazilian International Press Awards em 2015, pelo conjunto da obra.

## Biografia
Descendente de portugueses, espanhóis, ingleses e italianos, Antônio de Carvalho Barbosa é filho dos paulistas Paulo Moreira Barbosa e Maria Antônia de Carvalho. Nasceu no norte do Paraná, para onde seus pais haviam se mudado pouco tempo depois de se casarem em Valparaíso (São Paulo) em 1946. A permanência do Paraná foi muito breve, e a família seguiu para a região entre Ourinhos e Avaré. Seu pai abandonou a família e Tony passou a ser criado pela mãe e pela avó materna, dona Maria das Dores do Amaral Toledo Ramos, a "vó Dodô", de quem pegou "emprestado" o sobrenome para compor mais tarde seu nome artístico.
Quando tinha seis anos, sua mãe - professora primária - se estabelece na capital paulista num pequeno sobrado na avenida Pompeia. A avó, onipresente em sua criação, acompanha a filha e o neto. Quando tinha quatorze anos sua mãe se casa com Salvador Beatrice, um diretor de escola, e a família vai morar no bairro do Brás e depois no Brooklin. Seu padrasto torna-se uma importante figura em sua vida e lhe dá uma irmã de nome Francis.
Tony, desde criança, expressava interesse em atuação e teatro, inspirando-se nos filmes de Oscarito. Fez teatro amador ao participar do Teatro Cultura Artística de São Paulo, onde encenou peças infantis. Com dezesseis anos, participou da dupla musical Tony e Tom & Jerry, que chegou a se apresentar no programa Jovem Guarda.
Casou-se ainda muito jovem, aos 21 anos, com Lidiane Celi Minati, em 16 de setembro de 1969, e aos 23 anos já era pai. O casal tem dois filhos: o médico Rodrigo e a advogada Andréa.

## Carreira

### Início da carreira na TV
Em 1964 estreou na televisão, atuando em esquetes do programa Novos em Foco, da TV Tupi. A atração promovia testes buscando por novos atores e, após ser contratado pela emissora, participou do TV de Vanguarda, TV de Comédia e do Grande Teatro Tupi.

#### Estreia em telenovelas
Em 1965 atuou em sua primeira telenovela, A Outra. Ainda na Tupi, participou de várias outras produções, entre elas, Antônio Maria de 1968, novela responsável por impulsionar sua carreira; Simplesmente Maria de 1970, onde interpretou seu primeiro grande papel, Toninho; Vitória Bonelli de 1972, como o coprotagonista Tiago Bonelli; Rosa dos Ventos de 1973, despontando em seu primeiro papel de protagonista de telenovelas, Quico; Ídolo de Pano de 1974, como o protagonista Luciano; e A Viagem de 1975, como o coprotagonista Téo, personagem que no remake de 1994 fora vivido por Maurício Mattar.

### Carreira na Rede Globo
Em 1977 transferiu-se para a Rede Globo, emissora na qual até hoje atua e na qual consolidou uma carreira de sucesso. A sua primeira atuação na emissora foi na novela Espelho Mágico. Nesse mesmo ano, ainda dividiu a apresentação do musical Globo de Ouro com a atriz Christiane Torloni e, emendando trabalhos, estreou, no fim daquele ano, a novela O Astro, onde interpretou o seu primeiro protagonista na Rede Globo, o jovem Márcio Hayala, par romântico de Elizabeth Savalla. Durante a trama, Tony protagonizou o primeiro nu masculino em telenovelas brasileiras, apesar da censura existente no regime militar da época.
Em 1979 protagonizou a novela Pai Herói, mais uma vez formando casal com Elizabeth Savalla. Depois integrou o elenco da novela Chega Mais, na pele do trambiqueiro Tom, protagonista da trama, ao lado de Gelly, personagem de Sônia Braga. Em 1981 atuou pela primeira vez numa novela do autor Manoel Carlos, quando encarnou os gêmeos João Victor e Quinzinho da novela Baila Comigo. Sua atuação foi aclamada pela crítica, por não usar maquilagem, apenas os recursos técnicos de voz, postura e respiração para viver personalidades completamente diferentes.
Posteriormente, co-protagonizou a novela Sol de Verão em uma sensível atuação como o surdo-mudo Abel e depois a novela Champagne, na pele de Nil, filho do humilde garçom Gastão, que luta para provar a inocência do pai, acusado injustamente de um assassinato.
Inicia-se uma sequência de protagonistas em sua carreira, entre eles o misterioso Pardal da novela Livre para Voar; o jagunço Riobaldo da histórica minissérie Grande Sertão: Veredas; o ambicioso Cristiano do remake de Selva de Pedra; o atrapalhado publicitário Tonico de Bebê a Bordo; o engenheiro Jorge da minissérie O Primo Basílio, o milionário falido Edu de Rainha da Sucata, o biólogo João da minissérie O Sorriso do Lagarto e o advogado Álvaro de Felicidade.
Em 1993 esteve à frente da apresentação de alguns episódios do Você Decide e ainda participou da novela Olho no Olho, na pele do padre Guido, que larga a batina para combater uma organização criminosa. Em 1994 participou do embrião da série A Comédia da Vida Privada. Em 1995 protagonizou a novela A Próxima Vítima, no papel do feirante Juca. No ano seguinte voltou a apresentar o Você Decide além de integrar o elenco fixo da série A Vida Como Ela é... e de protagonizar a novela Anjo de Mim.
Em 1998 despontou como protagonista e antagonista da novela Torre de Babel como o ex-presidiário Clementino. Em 2000 interpretou o livreiro romântico Miguel, de Laços de Família, e depois o espanhol Manolo Gutierrez, dono de uma casa de jogos, na telenovela As Filhas da Mãe.
Em 2003 deu vida ao músico Teo na novela Mulheres Apaixonadas. Depois, co-protagonizou o remake de Cabocla como o coronel Boanerges e em 2005 atuou na minissérie Mad Maria, como o empresário americano Percival Farquhar. Depois, na novela Belíssima, viveu o grego Nikos Petrarkis. Em 2007, encarnou o empresário Antenor Cavalcanti na novela Paraíso Tropical. Em 2009 esteve no elenco de Caminho das Índias, como o indiano Opash Ananda. Em 2010 interpretou o italiano Totó de Passione.
Em 2012 protagoniza o remake de Guerra dos Sexos como Otávio II, também chamado de Bimbinho, e também Dominguinhos de Souza. Atuou no seriado A Mulher do Prefeito, como o prefeito Reinaldo Rangel. Em 2014 interpreta o vilão Carlos Braga Vidigal no remake de O Rebu. Foi apresentador do especial Luz, Câmera, 50 Anos, exibido em 2015, em comemoração aos cinquenta anos da emissora. Ainda em 2015 interpretou o vilão da novela A Regra do Jogo, Zé Maria. Em 2017 interpreta o produtor de vinho José Augusto na novela Tempo de Amar e o misterioso Abelardo Zebul em Vade Retro. Em 2018, interpreta o vilão Olavo em O Sétimo Guardião. Em 2023, Tony interpreta o vilão Antônio La Selva em Terra e Paixão, onde faz par romântico com Glória Pires, que interpreta a vilã Irene na trama.

### No teatro
Além de na TV e mais tarde em filmes, Tony atuou em mais de oitenta teleteatros e mais de vinte peças. Sua estreia profissional no teatro deu-se, em 1969, com a peça Quando as Máquinas Param, ao lado de Walderez de Barros. Nesse ano ainda encenou Rapazes da Banda e, em 1971, esteve em cartaz com Pequenos Assassinatos. Em 1989 participou do musical Meu Refrão Olê Olá, em homenagem aos 25 anos de carreira do compositor Chico Buarque, onde interpretou a travesti Geni, e em 1997 atuou na peça Cenas de um Casamento, em que contracenou com Regina Braga. Por último, em 2002 interpretou um ex-torturador da polícia na peça Novas Diretrizes em Tempos de Paz.

### No cinema
No cinema, estreou com o filme O Pequeno Mundo de Marcos, em 1968. Dentre outras produções, destacam-se suas atuações em Leila Diniz como o pai da atriz, Sr. Diniz; Bufo & Spallanzani, que lhe rendeu o prêmio de Melhor Ator no Festival de Gramado; e nos grandes sucessos de bilheteria Se Eu Fosse Você, Se Eu Fosse Você 2, Chico Xavier e Getúlio.

### Como escritor
No dia 6 de julho de 2006, Tony oficialmente entra no mundo literário ao lançar na Livraria da Travessa a sua autobiografia "Tony Ramos - Nos Tempos da Delicadeza".

## Filmografia

### Televisão
| Ano       | Título                       | Personagem                                                        | Nota                                            |
| --------- | ---------------------------- | ----------------------------------------------------------------- | ----------------------------------------------- |
| 1965      | A Outra                      | Vevé                                                              |                                                 |
| 1966      | O Amor Tem Cara de Mulher    | Beto                                                              |                                                 |
| 1967      | Éramos Seis                  | Júlio Abílio de Lemos Filho (Julinho)                             |                                                 |
| 1967      | TV de Comédia                | Dino                                                              | Episódio: "Dentro de Dez Dias, Papai Vai Fugir" |
| 1967      | Os Rebeldes                  | Frank Sobrinho                                                    |                                                 |
| 1968      | Os Amores de Bob             | Bob                                                               |                                                 |
| 1968      | Antônio Maria                | Gustavo                                                           |                                                 |
| 1969      | Nino, o Italianinho          | Rubinho                                                           |                                                 |
| 1970      | Simplesmente Maria           | Antônio Ramos (Toni)                                              |                                                 |
| 1970      | As Bruxas                    | Tito                                                              |                                                 |
| 1971      | Hospital                     | Luís Carlos                                                       |                                                 |
| 1972      | A Revolta dos Anjos          |                                                                   |                                                 |
| 1972      | Na Idade do Lobo             | Miguel                                                            |                                                 |
| 1972      | Vitória Bonelli              | Tiago Bonelli                                                     |                                                 |
| 1973      | Rosa dos Ventos              | Quico                                                             |                                                 |
| 1974      | Ídolo de Pano                | Luciano                                                           |                                                 |
| 1974      | Os Inocentes                 | Marcelo                                                           |                                                 |
| 1975      | A Viagem                     | Teófilo Moraes (Téo)                                              |                                                 |
| 1976      | O Julgamento                 | Aleixo Paixão (Lico)                                              |                                                 |
| 1976      | Teatro 2                     |                                                                   | Episódio: "A Implosão"                          |
| 1977      | Espelho Mágico               | Paulo Morel / Cristiano                                           |                                                 |
| 1977      | O Astro                      | Márcio Hayala                                                     |                                                 |
| 1978      | Caso Especial                | Garcia Rodrigues                                                  | Episódio: "Caminho das Pedras Verdes"           |
| 1979      | Pai Herói                    | André Cajarana                                                    |                                                 |
| 1979      | Ano Internacional da Criança | Apresentador                                                      | Especial de fim de ano                          |
| 1980      | Chega Mais                   | Antônio Barata (Tom)                                              |                                                 |
| 1981      | Show do Mês                  | Apresentador                                                      | Episódio: "20 de março"                         |
| 1981      | Baila Comigo                 | João Victor Gama                                                  |                                                 |
| 1981      | Baila Comigo                 | Joaquim Seixas Miranda (Quinzinho)                                |                                                 |
| 1981      | Caso Especial                | Castro Alves                                                      | Episódio: "Os Amores de Castro Alves"           |
| 1982      | Caso Especial                | Apresentador                                                      | Episódio: "O Menino do Olho Azul"               |
| 1982      | Elas por Elas                | Renê nos sonhos de Ieda                                           | Episódio: "10 de junho"                         |
| 1982      | Sol de Verão                 | Abel Spina                                                        |                                                 |
| 1983      | Champagne                    | Nilson Félix Cintra (Nil)                                         |                                                 |
| 1984      | Livre para Voar              | Paulo Alberto Ramos de Almeida Lima (Pardal)                      |                                                 |
| 1985      | Grande Sertão: Veredas       | Riobaldo Tatarana                                                 |                                                 |
| 1986      | Selva de Pedra               | Cristiano Vilhena                                                 |                                                 |
| 1988      | O Primo Basílio              | Jorge Carvalho                                                    |                                                 |
| 1988      | Bebê a Bordo                 | Antônio Ladeira (Tonico)                                          |                                                 |
| 1988      | Sassaricando                 | Ele mesmo                                                         | Episódio: "11 de novembro"                      |
| 1990      | Boca do Lixo                 | Ele mesmo                                                         | Episódio: "17 de junho"                         |
| 1990      | Rainha da Sucata             | Eduardo Albuquerque Figueroa (Edu)                                |                                                 |
| 1991      | O Sorriso do Lagarto         | João Pedroso                                                      |                                                 |
| 1991      | Felicidade                   | Álvaro Peixoto                                                    |                                                 |
| 1993      | Você Decide                  | Apresentador                                                      |                                                 |
| 1993      | O Mapa da Mina               | Jorge Flores                                                      | Participação Especial                           |
| 1993      | Caso Especial                | Quincas das Mulas                                                 | Episódio: "O Santo que Não Acreditava em Deus"  |
| 1993      | Olho no Olho                 | Guido Bellini                                                     |                                                 |
| 1994      | A Comédia da Vida Privada    | Edgar                                                             | Participação Especial no Episódio Piloto        |
| 1995      | A Próxima Vítima             | José Carlos Mestieri (Juca)                                       |                                                 |
| 1995      | Não Fuja da Raia             | Ele mesmo                                                         |                                                 |
| 1996      | Explode Coração              | Ele mesmo                                                         | Participação Especial                           |
| 1996      | Você Decide                  | Apresentador                                                      |                                                 |
| 1996      | Anjo de Mim                  | Floriano Ferraz                                                   |                                                 |
| 1996      | A Vida como Ela é...         | Vários personagens                                                |                                                 |
| 1998      | Você Decide                  |                                                                   | Episódio: "Desencontro"                         |
| 1998      | Torre de Babel               | José Clementino da Silva (Clementino)                             |                                                 |
| 1999      | Sai de Baixo                 | Agnaldo                                                           | Episódio: "Novela da Vida Privada"              |
| 2000      | Laços de Família             | Miguel Soriano                                                    |                                                 |
| 2001      | Sítio do Picapau Amarelo     | Ele mesmo                                                         | Episódio: "A Festa da Cuca"                     |
| 2001      | As Filhas da Mãe             | Manolo Gutiérrez                                                  |                                                 |
| 2002      | O Clone                      | Namorado de Maysa                                                 | Episódio: "14 de junho"                         |
| 2003      | Mulheres Apaixonadas         | Teófilo Ribeiro Alves (Téo)                                       |                                                 |
| 2004      | Cabocla                      | Coronel Boanerges de Sousa Pereira                                |                                                 |
| 2005      | Mad Maria                    | Percival Farquhar                                                 |                                                 |
| 2005      | Belíssima                    | Nikolaos Petrákis (Nikos)                                         |                                                 |
| 2006      | Sitcom.br                    | Pai                                                               | 1 episódio                                      |
| 2006      | Casseta e Planeta Urgente    | Ele mesmo                                                         | Episódio: "22 de agosto"                        |
| 2007      | Paraíso Tropical             | Antenor Cavalcanti                                                |                                                 |
| 2007      | Roberto Carlos Especial      | Mecânico                                                          | Especial de fim de ano                          |
| 2008      | Faça Sua História            | Passageiro                                                        | Episódio: "Robauto S.A."                        |
| 2008      | Duas Caras                   | Ele mesmo                                                         | Episódios: "14–15 de janeiro"                   |
| 2009      | Caminho das Índias           | Opash Ananda                                                      |                                                 |
| 2010      | Passione                     | Antonio Mattoli (Totó)                                            |                                                 |
| 2012      | Avenida Brasil               | Genésio Moura dos Santos                                          | Episódio: "26–27 de março"                      |
| 2012      | Guerra dos Sexos             | Otávio de Alcântra Rodrigues e Silva (Bimbinho)                   |                                                 |
| 2012      | Guerra dos Sexos             | Domingos Plácido de Alcântara Alencastro e Azevedo (Dominguinhos) |                                                 |
| 2013      | Sai de Baixo                 | Jean Charles                                                      | Episódio: "Tudo Será Como Antes"                |
| 2013      | A Mulher do Prefeito         | Reinaldo Rangel                                                   |                                                 |
| 2014      | O Rebu                       | Carlos Braga Vidigal (Braga)                                      |                                                 |
| 2014      | A Grande Família             | Ele mesmo / Lineu Silva                                           | Episódio: "11 de setembro"                      |
| 2015      | Luz, Câmera, 50 Anos         | Apresentador                                                      |                                                 |
| 2015      | A Regra do Jogo              | José Maria Pereira (Zé Maria) / Pedro Vargas                      |                                                 |
| 2016      | A Arte do Encontro           | Apresentador                                                      |                                                 |
| 2017      | A Lei do Amor                | Senador Roberval Mendes                                           | Episódio: "31 de março"                         |
| 2017      | Vade Retro                   | Abelardo Zebul (Abel)                                             |                                                 |
| 2017      | Tempo de Amar                | José Augusto Correia Guedes                                       |                                                 |
| 2018      | O Sétimo Guardião            | Olavo Aragão Duarte de Almeida                                    |                                                 |
| 2019      | Verão 90                     | Figueirinha (voz)                                                 | Episódios: "23–24 de julho"                     |
| 2022      | Globo Repórter               | Narrador                                                          | Episódio: "Parque Nacional da Canastra"         |
| 2022      | Sob Pressão                  | Arlindo                                                           | Episódio: 11                                    |
| 2022-2024 | Encantado's                  | Djalma Durão (Madurão)                                            |                                                 |
| 2023      | Terra e Paixão               | Antônio La Selva                                                  |                                                 |
| 2024–25   | The Masked Singer Brasil     | Jurado Fixo                                                       |                                                 |
| 2025      | Bora pro Jogo                | Narrador                                                          | Episódio: "30 de março"                         |
| 2025      | Garota do Momento            | Roberto Marinho                                                   | Episódio: "26 de abril"                         |
| 2025      | Show 60 Anos                 | Roberto Marinho                                                   | Especial dos 60 Anos da Globo                   |
| 2025      | Dona de Mim                  | Abel Rubin Boaz                                                   |                                                 |
| 2025      | Novela em Sinfonia           | Apresentador                                                      | Especial da Globo                               |
| 2025      | O Século do Globo            | Roberto Marinho (mais velho)                                      |                                                 |

### Cinema
| Ano  | Título                        | Papel            |
| ---- | ----------------------------- | ---------------- |
| 1968 | O Pequeno Mundo de Marcos     | Tony             |
| 1971 | Diabólicos Herdeiros          |                  |
| 1976 | Ninguém Segura Essas Mulheres | Gugu             |
| 1984 | Noites do Sertão              | Miguel           |
| 1987 | Leila Diniz                   | Newton Diniz     |
| 1989 | Minas-Texas                   | Noivo            |
| 1997 | O Noviço Rebelde              | Dr. Filipe       |
| 1999 | Pequeno Dicionário Amoroso    | Barata           |
| 2001 | A Partilha                    | Ele mesmo        |
| 2001 | Bufo & Spallanzani            | Guedes           |
| 2006 | Se Eu Fosse Você              | Cláudio / Helena |
| 2009 | Tempos de Paz                 | Segismundo       |
| 2009 | Se Eu Fosse Você 2            | Cláudio / Helena |
| 2010 | Chico Xavier                  | Orlando          |
| 2014 | Getúlio                       | Getúlio Vargas   |
| 2016 | Quase Memória                 | Carlos           |
| 2017 | Chocante                      | Lessa            |
| 2021 | 45 do Segundo Tempo           | Pedro Baresi     |
| 2025 | A Lista                       | Antero           |
| 2025 | Coisa de Novela               | Tony             |

### Internet
| Ano  | Título  | Personagem |
| ---- | ------- | ---------- |
| 2022 | Novelei | Seu Tony   |

### Dublagem
| Ano     | Título            | Personagem                           |
| ------- | ----------------- | ------------------------------------ |
| 1965–66 | A Escuna do Diabo | Patrick Hollis (Mark Slade) (1ª voz) |

## Teatro
| Ano  | Título                            |
| ---- | --------------------------------- |
| 1969 | Quando as máquinas Param          |
| 1969 | Rapazes da Banda                  |
| 1971 | Pequenos Assassinatos             |
| 1972 | Um Grito de Liberdade             |
| 1973 | Caiu o Ministério                 |
| 1975 | Absurda Pessoa                    |
| 1976 | O Leito Nupcial                   |
| 1979 | O Pagador de Promessas            |
| 1987 | Lúcia Mccartney                   |
| 1989 | Meu Refrão: Olê, Olá              |
| 1993 | A Morte e a Donzela               |
| 1996 | Cenas de um Casamento             |
| 2003 | Novas Diretrizes em Tempos de Paz |
| 2024 | O Que Só Sabemos Juntos           |

## Prêmios e indicações
Em 7 de maio de 2009, recebeu do ministério das Relações Exteriores a medalha oficial da Ordem de Rio Branco, um reconhecimento oficial do Governo brasileiro por seus trabalhos no cinema, no teatro e na televisão.
| Ano  | Prêmio                                 | Categoria                             | Trabalho                          | Resultado | Ref.   |
| ---- | -------------------------------------- | ------------------------------------- | --------------------------------- | --------- | ------ |
| 1981 | Prêmio APCA de Televisão               | Melhor Ator                           | Baila Comigo                      | Venceu    |        |
| 1982 | Troféu Imprensa                        | Melhor Ator                           | Baila Comigo                      | Venceu    |        |
| 1983 | Troféu Imprensa                        | Melhor Ator                           | Sol de Verão                      | Indicado  |        |
| 1987 | Troféu Imprensa                        | Melhor Ator                           | Selva de Pedra                    | Indicado  |        |
| 1989 | Troféu Imprensa                        | Melhor Ator                           | Bebê a Bordo                      | Venceu    |        |
| 1991 | Troféu Imprensa                        | Melhor Ator                           | Rainha da Sucata                  | Indicado  |        |
| 1992 | Troféu Imprensa                        | Melhor Ator                           | Felicidade                        | Indicado  |        |
| 1996 | Troféu Imprensa                        | Melhor Ator                           | A Próxima Vítima                  | Indicado  |        |
| 1996 | Prêmio Shell                           | Melhor Ator                           | Cenas de um Casamento             | Indicado  | [ 33 ] |
| 1998 | Prêmio Guarani de Cinema Brasileiro    | Melhor Ator Coadjuvante               | Pequeno Dicionário Amoroso        | Indicado  |        |
| 1998 | Melhores do Ano                        | Melhor Ator                           | Torre de Babel                    | Venceu    | [ 34 ] |
| 1998 | Prêmio Extra de Televisão              | Melhor Ator                           | Torre de Babel                    | Venceu    |        |
| 1998 | Prêmio Melhores da Revista da TV       | Melhor Ator                           | Torre de Babel                    | Venceu    | [ 35 ] |
| 1999 | Troféu Imprensa                        | Melhor Ator                           | Torre de Babel                    | Venceu    |        |
| 1999 | Prêmio APCA de Televisão               | Melhor Ator                           | Torre de Babel                    | Venceu    |        |
| 1999 | Prêmio TV Press                        | Melhor ator                           | Torre de Babel                    | Venceu    |        |
| 1999 | InformEstado                           | Melhor ator                           | Torre de Babel                    | Venceu    |        |
| 2000 | Melhores do Ano                        | Melhor Ator                           | Laços de Família                  | Venceu    | [ 36 ] |
| 2001 | Troféu Imprensa                        | Melhor Ator                           | Laços de Família                  | Venceu    |        |
| 2001 | Festival de Gramado                    | Melhor ator                           | Bufo & Spallanzani                | Venceu    |        |
| 2001 | Festival de Cinema Brasileiro de Miami | Melhor Ator Coadjuvante               | Bufo & Spallanzani                | Venceu    |        |
| 2001 | Prêmio Arte Qualidade Brasil - SP      | Melhor Ator de Cinema                 | Bufo & Spallanzani                | Venceu    |        |
| 2002 | Grande Prêmio Brasileiro de Cinema     | Melhor Ator Coadjuvante               | Bufo & Spallanzani                | Indicado  |        |
| 2002 | Prêmio Guarani de Cinema Brasileiro    | Melhor Ator                           | Bufo & Spallanzani                | Indicado  |        |
| 2002 | Prêmio APCA de Televisão               | Melhor Ator                           | As Filhas da Mãe                  | Venceu    |        |
| 2002 | Troféu Imprensa                        | Melhor Ator                           | As Filhas da Mãe                  | Venceu    |        |
| 2002 | Prêmio Arte Qualidade Brasil - RJ      | Melhor Ator de Televisão              | As Filhas da Mãe                  | Venceu    |        |
| 2002 | Prêmio Contigo! de TV                  | Melhor Ator de Novela                 | As Filhas da Mãe                  | Indicado  | [ 37 ] |
| 2002 | Prêmio TV Press                        | Melhor Ator                           | As Filhas da Mãe                  | Venceu    |        |
| 2003 | Prêmio Shell                           | Melhor Ator                           | Novas Diretrizes em Tempos de Paz | Venceu    | [ 38 ] |
| 2003 | Prêmio Qualidade Brasil - RJ           | Melhor Ator                           | Mulheres Apaixonadas              | Venceu    |        |
| 2003 | Prêmio Qualidade Brasil - SP           | Melhor Ator                           | Mulheres Apaixonadas              | Indicado  |        |
| 2003 | Melhores do Ano                        | Melhor Ator                           | Mulheres Apaixonadas              | Indicado  |        |
| 2003 | Troféu Samba de Primeira               | Televisão                             | Mulheres Apaixonadas              | Venceu    |        |
| 2003 | Prêmio Extra de Televisão              | Melhor Ator                           | Mulheres Apaixonadas              | Venceu    |        |
| 2003 | Prêmio Conta Mais                      | Melhor Ator                           | Mulheres Apaixonadas              | Venceu    |        |
| 2004 | Prêmio Contigo! de TV                  | Melhor Ator de Novela                 | Mulheres Apaixonadas              | Indicado  | [ 39 ] |
| 2004 | Troféu Imprensa                        | Melhor Ator                           | Mulheres Apaixonadas              | Indicado  |        |
| 2004 | Prêmio Extra de Televisão              | Melhor Ator                           | Cabocla                           | Venceu    | [ 40 ] |
| 2004 | Prêmio Arte Qualidade Brasil           | Melhor Ator                           | Cabocla                           | Venceu    | [ 41 ] |
| 2005 | Troféu Imprensa                        | Melhor Ator                           | Cabocla                           | Indicado  |        |
| 2005 | Prêmio APCA de Televisão               | Melhor Ator                           | Cabocla                           | Venceu    |        |
| 2005 | Prêmio Contigo! de TV                  | Melhor Ator                           | Cabocla                           | Indicado  | [ 42 ] |
| 2005 | Melhores do Ano                        | Melhor Ator                           | Cabocla                           | Venceu    |        |
| 2005 | Prêmio Revista Minha Novela            | Ator do Ano                           | Mad Maria                         | Venceu    | [ 43 ] |
| 2005 | Prêmio Revista Minha Novela            | Ator do Ano                           | Belíssima                         | Venceu    | [ 43 ] |
| 2005 | Prêmio APCA de Televisão               | Melhor Ator                           | Indicado                          |           |        |
| 2005 | Prêmio TV Press                        | Melhor ator                           | Venceu                            |           |        |
| 2006 | Prêmio Extra de Televisão              | Melhor Ator                           | Indicado                          | [ 44 ]    |        |
| 2006 | Prêmio Contigo! de TV                  | Melhor Ator                           | Venceu                            | [ 45 ]    |        |
| 2006 | Melhores do Ano                        | Melhor Ator                           | Indicado                          |           |        |
| 2006 | Prêmio Arte Qualidade Brasil           | Melhor Ator                           | Venceu                            |           |        |
| 2006 | Troféu Leão Lobo                       | Melhor Ator                           | Venceu                            |           |        |
| 2007 | Troféu Imprensa                        | Melhor Ator                           | Indicado                          |           |        |
| 2007 | Prêmio Contigo! de Cinema Nacional     | Melhor Ator (júri técnico)            | Se Eu Fosse Você                  | Venceu    | [ 46 ] |
| 2007 | Prêmio Contigo! de Cinema Nacional     | Melhor Ator (júri popular)            | Se Eu Fosse Você                  | Venceu    | [ 46 ] |
| 2007 | Melhores do Ano                        | Melhor Ator                           | Paraíso Tropical                  | Indicado  |        |
| 2007 | Prêmio Arte Qualidade Brasil           | Melhor Ator                           | Paraíso Tropical                  | Indicado  | [ 47 ] |
| 2007 | Prêmio Extra de Televisão              | Melhor Ator                           | Paraíso Tropical                  | Indicado  |        |
| 2007 | Prêmio TV Press                        | Melhor Ator Coadjuvante               | Paraíso Tropical                  | Venceu    |        |
| 2008 | Prêmio Contigo! de TV                  | Melhor Ator                           | Paraíso Tropical                  | Indicado  | [ 48 ] |
| 2008 | Troféu Imprensa                        | Melhor Ator                           | Paraíso Tropical                  | Indicado  |        |
| 2009 | Prêmio Contigo! de Cinema Nacional     | Melhor Ator (técnico)                 | Se Eu Fosse Você 2                | Indicado  | [ 49 ] |
| 2009 | Prêmio Contigo! de Cinema Nacional     | Melhor Ator (popular)                 | Se Eu Fosse Você 2                | Venceu    | [ 49 ] |
| 2009 | Melhores do Ano                        | Melhor Ator                           | Caminho das Índias                | Indicado  |        |
| 2009 | Prêmio Arte Qualidade Brasil           | Melhor Ator Coadjuvante               | Caminho das Índias                | Indicado  | [ 50 ] |
| 2009 | Prêmio Extra de Televisão              | Melhor Ator                           | Caminho das Índias                | Indicado  | [ 51 ] |
| 2009 | Prêmio Quem de Televisão               | Melhor Ator                           | Caminho das Índias                | Indicado  | [ 52 ] |
| 2009 | Prêmio TV Press                        | Melhor Ator Coadjuvante               | Caminho das Índias                | Venceu    |        |
| 2010 | Troféu Imprensa                        | Melhor Ator                           | Caminho das Índias                | Venceu    |        |
| 2010 | Prêmio Contigo! de TV                  | Melhor Ator                           | Caminho das Índias                | Indicado  | [ 53 ] |
| 2010 | Prêmio Contigo! de TV                  | Homenagem                             | Carreira                          | Venceu    | [ 53 ] |
| 2010 | Prêmio ACIE de Cinema                  | Melhor Ator                           | Se Eu Fosse Você 2                | Indicado  | [ 54 ] |
| 2010 | Grande Prêmio Cinema Brasileiro        | Melhor Ator                           | Se Eu Fosse Você 2                | Venceu    | [ 55 ] |
| 2010 | Grande Prêmio Cinema Brasileiro        | Melhor Ator                           | Tempos de Paz                     | Indicado  |        |
| 2010 | Prêmio Guarani de Cinema Brasileiro    | Melhor Ator                           | Tempos de Paz                     | Indicado  |        |
| 2010 | Troféu Calunga de Ouro                 | Homenagem                             | 40 anos de Carreira               | Venceu    | [ 56 ] |
| 2010 | Prêmio Contigo! de Cinema Nacional     | Melhor Ator Coadjuvante (técnico)     | Chico Xavier                      | Indicado  | [ 57 ] |
| 2010 | Prêmio Contigo! de Cinema Nacional     | Melhor Ator Coadjuvante (popular)     | Chico Xavier                      | Venceu    | [ 57 ] |
| 2010 | Melhores do Ano                        | Melhor Ator                           | Passione                          | Indicado  |        |
| 2010 | 4ª Prêmio Tudo de Bom!                 | Melhor do Ano                         | Passione                          | Venceu    | [ 58 ] |
| 2010 | Prêmio IstoÉ Gente                     | Brasileiro do Ano na Cultura          | Passione                          | Venceu    | [ 59 ] |
| 2010 | Prêmio Arte Qualidade Brasil           | Melhor Ator                           | Passione                          | Indicado  | [ 60 ] |
| 2010 | Prêmio Extra de Televisão              | Melhor Ator                           | Passione                          | Indicado  | [ 61 ] |
| 2010 | Prêmio Quem de Televisão               | Melhor Ator                           | Passione                          | Indicado  |        |
| 2011 | Seoul International Drama Awards       | Melhor Ator                           | Passione                          | Indicado  | [ 4 ]  |
| 2011 | Troféu Imprensa                        | Melhor Ator                           | Passione                          | Venceu    |        |
| 2011 | Troféu Internet                        | Melhor Ator                           | Passione                          | Venceu    |        |
| 2011 | Prêmio Contigo! de TV                  | Melhor Ator                           | Passione                          | Indicado  | [ 62 ] |
| 2011 | Prêmio Arte Qualidade Brasil           | Melhor Ator Coadjuvante de Minissérie | Chico Xavier                      | Indicado  | [ 63 ] |
| 2011 | Prêmio Guarani de Cinema Brasileiro    | Melhor Ator Coadjuvante               | Chico Xavier                      | Indicado  |        |
| 2013 | Prêmio Extra de Televisão              | Homenagem                             | Carreira                          | Venceu    | [ 64 ] |
| 2014 | Prêmio APCA de Televisão               | Melhor Ator                           | O Rebu                            | Indicado  | [ 65 ] |
| 2014 | Prêmio Quem de Televisão               | Melhor Ator                           | O Rebu                            | Indicado  | [ 66 ] |
| 2014 | Prêmio Faz Diferença - Jornal O Globo  | Revista da TV                         | O Rebu                            | Venceu    |        |
| 2015 | Prêmio Contigo! de TV                  | Melhor Ator                           | O Rebu                            | Indicado  | [ 67 ] |
| 2015 | Prêmio Extra de Televisão              | Melhor Ator                           | A Regra do Jogo                   | Indicado  | [ 68 ] |
| 2015 | Prêmio APCA de Televisão               | Melhor Ator                           | A Regra do Jogo                   | Indicado  | [ 69 ] |
| 2015 | Troféu UOL TV e Famosos                | Melhor Ator                           | A Regra do Jogo                   | Indicado  |        |
| 2015 | Troféu Internet                        | Melhor Ator                           | A Regra do Jogo                   | Indicado  | [ 70 ] |
| 2015 | Prêmio Quem de Televisão               | Melhor Ator                           | A Regra do Jogo                   | Indicado  | [ 71 ] |
| 2015 | Prêmio Quem de Televisão               | Homenagem                             | Carreira                          | Venceu    | [ 72 ] |
| 2015 | Grande Prêmio do Cinema Brasileiro     | Melhor Ator                           | Getúlio                           | Venceu    | [ 73 ] |
| 2015 | Prêmio Guarani de Cinema Brasileiro    | Melhor Ator                           | Getúlio                           | Indicado  |        |
| 2015 | Prêmio Fiesp/Sesi-SP de Cinema         | Melhor Ator                           | Getúlio                           | Indicado  | [ 75 ] |
| 2015 | Prêmio Faz Diferença                   | Homenagem                             | Carreira                          | Venceu    | [ 76 ] |
| 2015 | Brazilian International Press Awards   | Lifetime Achievement Award            | Carreira                          | Venceu    | [ 5 ]  |
| 2016 | Troféu Cidade de Gramado               | Homenagem                             | Carreira                          | Venceu    | [ 77 ] |
| 2017 | Prêmio APCA de Televisão               | Melhor Ator                           | Vade Retro                        | Indicado  | [ 78 ] |
| 2017 | Troféu UOL TV e Famosos                | Melhor Ator                           | Vade Retro                        | Indicado  |        |
| 2018 | Troféu Internet                        | Melhor Ator                           | Tempo de Amar                     | Indicado  |        |
| 2018 | Prêmio Extra de Televisão              | Melhor Ator Coadjuvante               | Tempo de Amar                     | Venceu    |        |
| 2019 | Melhores do Ano                        | Personagem do Ano                     | O Sétimo Guardião                 | Venceu    | [ 79 ] |
| 2023 | Melhores do Ano                        | Ator de Novela                        | Terra e Paixão                    | Indicado  | [ 80 ] |
| 2023 | Melhores do Ano NaTelinha              | Melhor Ator                           | Terra e Paixão                    | Indicado  | [ 81 ] |
| 2023 | Prêmio ArteBlitz de Novela             | Melhor Ator Vilão                     | Terra e Paixão                    | Indicado  | [ 82 ] |
| 2023 | Prêmio Área VIP                        | Melhor Ator                           | Terra e Paixão                    | Venceu    | [ 83 ] |
| 2023 | Melhores do Ano - Duh Secco            | Ator                                  | Terra e Paixão                    | Indicado  | [ 84 ] |
| 2025 | Troféu Internet                        | Melhor Ator                           | Terra e Paixão                    | Indicado  | [ 85 ] |